# Ballblazer
Ballblazer — компьютерная игра 1984 года, созданная Lucasfilm Games. Изначально она была выпущена для компьютеров 8-битного семейства Atari, таких как Atari 800 и Atari 5200. Она также была портирована на другие популярные платформы того времени, такие как Apple II, ZX Spectrum (портирование выполнено Dalali Software Ltd), Amstrad CPC, Commodore 64, Atari 7800 и NES. Версия для Atari 800 в период разработки называлась Ballblaster. Под этим именем распространялись также пиратские версии игры Основным дизайнером и программистом Ballblazer был Дэвид Ливайн (англ. David Levine).
В 1990 году LucasArts и Rainbow Arts выпустили ремейк и дополнение к игре, названное Masterblazer. Оно было выпущено для Amiga, Atari ST, и DOS. Ballblazer также вдохновила создание похожей игры Space Football: One on One, которая была разработана и выпущена Triffix для Super NES в 1992. 31 марта 1997 года ремейк оригинала под названием Ballblazer Champions был выпущен для Sony PlayStation.

## Игровой процесс
Ballblazer — простая игра в спортивном стиле для двух игроков, похожая на баскетбол и футбол. Каждая из сторон представлена аппаратом, который называется «rotofoil». Им может управлять игрок или контролируемый компьютером «дроид», имеющий 10 уровней интеллекта. Таким образом, возможна игра человека против человека, человека против дроида и дроида против дроида. Основная цель игры — набрать очки. Это можно сделать броском или переносом летающего мяча в голевую область противника. Игра проходит на плоском поле с шахматным рисунком. Экран разделён на 2 части (одна для каждого игрока). Поле отображается в виде от первого лица.
Игрок может схватить мяч просто подбежав к нему, после чего он начинает удерживаться силовым полем перед аппаратом. Противник может отбить мяч у игрока нажатием кнопки атаки, а игрок, владеющий мячом, может послать его к голевой области. Когда у игрока нет мяча, его аппарат автоматически поворачивается с интервалом 90 градусов к мячу, а когда он владеет мячом — к голевой области противника. Столбики, отмечающие эту область, смещаются с одной стороны на другую после завершения каждой игры. Чем больше забито голов, тем уже становится область, в которой засчитывается гол.

## Критика
Computer Gaming World охарактеризовал игру как «быструю и напряжённую», высоко отметив графику, «выжимающую из Atari 400/800 всё до последней капли».
Zzap!64 дал восторженный отзыв для версии Commodore 64, раскритиковав только слабые звуковые эффекты. Журнал назвал игру «лучшей спортивной игрой из существующих для Commodore 64», присудив ей оценку в 98 %.